# Fortissimo Films
A Fortissimo Films multinacionális filmkészítő, értékesítő és forgalmazó cég volt. A vállalat olyan kelet-ázsiai filmek mögött áll, mint a Szerelemre hangolva, a Tears of the Black Tiger és az Utolsó élet az univerzumban, valamint olyan független filmek mögött, mint a Pleasure Factory, a Super Size Me, a Titokzatos bőr vagy a Shortbus.

## Történelme
A Fortissimo Films-t 1991-ben alapította Wouter Barendrecht és Helen Loveridge Amszterdamban. A vállalat társelnöke, Michael J. Werner 1995-ben tanácsadóként csatlakozott a céghez, 2000 óta tölti be a társelnöki pozíciót.
A cégnek Hongkongban (Barendrecht és Werner révén) és Amszterdamban van a székhelye, de vannak irodái New Yorkban, Londonban és Sydney-ben is.
2007-ig bezárólag a vállalat több, mint 250 film készítésében, értékesítésében vagy forgalmazásában vállalt szerepet.